# Cal Barberà (Almoster)
Cal Barberà és una casa d'Almoster (Baix Camp) protegida com a Bé Cultural d'Interès Local.

## Descripció
Edifici entre mitgeres situat al carrer Major, molt proper al costat de la Plaça de l'Església. Es tracta d'una construcció molt austera, típica de les construccions més de caràcter popular. Destaca el portal de mig punt, adovellat i amb un escut emplaçat a la dovella clau. El portal mostra restes de pintura. Tota la façana és arrebossada i amb restes d'emblanquinat.